# Vámosújfalu
Vámosújfalu là một thị trấn thuộc hạt Borsod-Abaúj-Zemplén, Hungary. Thị trấn này có diện tích 10,65 km², dân số năm 2010 là 856 người, mật độ 80 người/km².